# Marco Fu

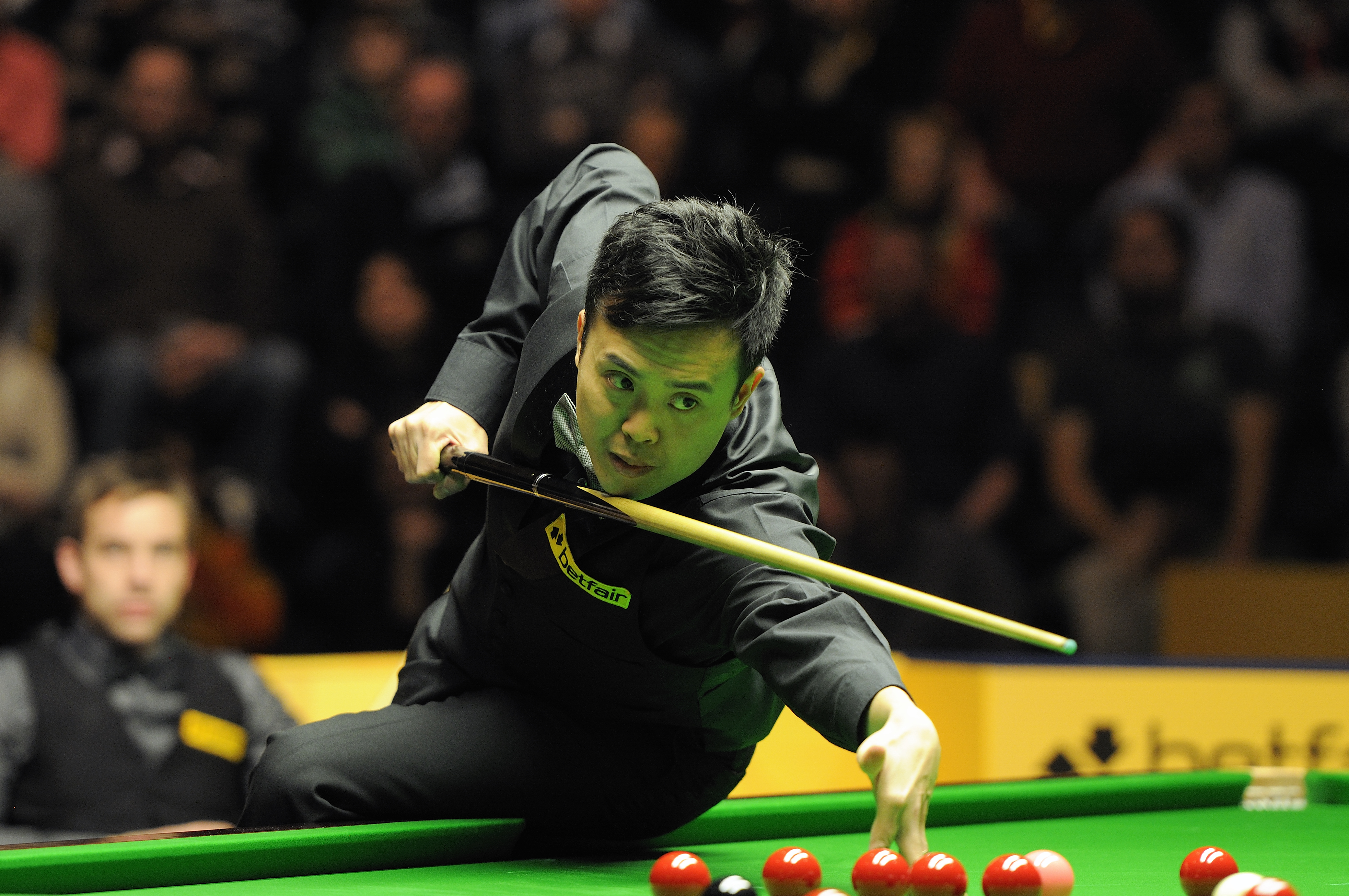
Marco Fu bei einem seiner typischen kraftvollen Stöße unter Zuhilfenahme der "bridge hand"

Marco Fu Ka-Chun (chinesisch 傅家俊, Pinyin Fù Jiājùn, Jyutping Fu6 Gaa1zeon3; * 8. Januar 1978) ist ein Snookerspieler aus Hongkong. 1997 gewann er die Amateurweltmeisterschaft und wurde im Jahr darauf Profi. Danach gehörte er fast 20 Jahre zu den Top 32 der Welt und gewann in dieser Zeit drei Ranglistenturniere.

## Karriere

### Jugend und Amateurerfolge
Fu Ka-Chun wuchs in Hongkong auf und begann mit 9 Jahren auf Betreiben seines Vaters mit dem Snookerspielen. Anfangs spielte er nur gelegentlich, auch als er wegen seiner schulischen Ausbildung mit 12 Jahren nach Kanada ging. Dort nahm er den westlichen Namen Marco Fu an. In den 1980er Jahren gab es mehrere sehr erfolgreiche kanadische Profispieler, deshalb war Snooker dort immer noch sehr populär. Mit 15 Jahren traf er einen Snookertrainer, der ihn unterrichtete und dazu brachte, den Sport ernsthaft zu betreiben. Es stellten sich Erfolge ein, dadurch wurde auch ein Billardfunktionär aus Hongkong auf ihn aufmerksam und bot ihm Unterstützung dabei an, Profi zu werden.
Den Durchbruch schaffte er 1997, als er im Sommer Juniorenweltmeister wurde. Einige Monate später holte er sich auch bei der Amateurweltmeisterschaft den Titel. Im Finale besiegte er Stuart Bingham mit 11:10. Im Jahr darauf bekam er eine Wildcard für das Thailand Masters, wo er Jason Ferguson schlug und ins Hauptturnier kam. Danach nahm er an einem Qualifikationsturnier in Asien teil und bekam als Sieger die Startberechtigung für die Profisaison 1998/99. Anschließend bekam er eine weitere Wildcard für die Champions Super League, bei der er Gelegenheit hatte, gegen die beiden 6-fach-Weltmeister Stephen Hendry und Steve Davis zu spielen.

### Erfolgreichster Jungprofi und schneller Aufstieg in die Top 16
Bereits bei seinem allerersten Turnier als Profi besiegte er beim Grand Prix Peter Ebdon und Ronnie O’Sullivan, Nummer 7 und Nummer 3 der Weltrangliste und erreichte das Finale, in dem er Stephen Lee unterlag. Bei der Charity Challenge, einem Einladungsturnier, schlug er auch den Weltranglisten-5. Mark Williams. Bei den weiteren Ranglistenturnieren schnitt er nicht so gut ab, erreichte aber immerhin noch zweimal die Runde der letzten 32. Bei der Weltmeisterschaft am Saisonende spielte er nach Siegen über Jason Ferguson und Robert Milkins gegen Graeme Dott um den Einzug in die Endrunde. Mit einem klaren 10:4-Sieg schaffte er auf Anhieb den Einzug ins Crucible Theatre. Bei seinem Debüt bot er James Wattana bis zum 8:8 eine ausgeglichene Partie, bevor sich der Thailänder die zwei zum Sieg fehlenden Frames sicherte. Danach wurde er vom Weltverband WSA als Young Player of the Year (Nachwuchsspieler des Jahres) ausgezeichnet.
Das zweite Jahr begann mit einer Niederlage gegen den erneuten Weltmeister Hendry, doch schon beim Grand Prix erreichte er wieder das Viertelfinale. Den Weltranglistenersten John Higgins schlug er in der Saison dreimal, erst in der Premier League in der Gruppenrunde und dann sowohl beim Malta Grand Prix als auch bei den Scottish Open im Viertelfinale. Die Halbfinale verlor er beide Male gegen Mark Williams. In Schottland gelang ihm zudem in der Partie gegen Ken Doherty das 39. offizielle Maximum Break der Snookergeschichte. Der Saisonbilanz fügte er außerdem noch ein Achtelfinale bei den Welsh Open hinzu. Am Ende der Saison 1999/2000 stand der erneute Einzug in die WM-Endrunde, wo er aber erneut das erste Match verlor, diesmal deutlich mit 4:10 gegen Anthony Hamilton. In zwei Jahren hatte er es damit vom Neuling bis auf Platz 15 der Weltrangliste gebracht.

### Rückschläge, Fortschritte und der erste kleinere Turniersieg
In der Saison 2000/2001 stieg er damit bei den Ranglistenturnieren erst in der Runde der letzten 32 ein. Er holte erst einmal nur 2 Siege aus den ersten 4 Turnieren. In seiner zweiten Premier League gelang ihm dann aber der erste Sieg über Hendry und weitere Erfolge gegen Mark Williams und Ronnie O’Sullivan. Im Halbfinale revanchierte sich dann aber Hendry und schlug ihn mit 6:5. Bei den Welsh Open verlor er im Achtelfinale erneut gegen Hendry. Die verbleibenden vier Turniere blieb er ohne Sieg und fiel deshalb wieder aus den Top 16 heraus. 2001/02 musste er deshalb wieder eine zusätzliche Qualifikationsrunde spielen. Dadurch gewann er zwar wieder mehr Matches, er konnte aber frühere Erfolge nicht wiederholen, die deshalb aus der Zweijahreswertung der Weltrangliste fielen, was ihn weitere Plätze kostete. Insgesamt wies die Saisonbilanz nur zwei Achtelfinals beim LG Cup und bei den China Open aus, zudem verfehlte er erstmals den Einzug in die WM-Endrunde. Dadurch rutschte er in den unteren Bereich der Top 32 ab.
Doch schon 2002/03 brachte die Wende mit dem Achtelfinale bei der UK Championship. Bei der Premier League schaffte er es anschließend trotz zweier Niederlagen ins Halbfinale. Er schlug die aktuelle Nummer 1 Ronnie O’Sullivan mit 6:4 und holte sich dann mit einem 9:5-Sieg über die Nummer 2 Mark Williams seinen ersten Titel. Ein weiterer Sieg über O’Sullivan brachte ihn ins Halbfinale der Welsh Open, das er gegen Hendry verlor. Und nachdem er in der WM-Qualifikation Jonathan Birch geschlagen hatte, traf er in der Endrunde zum dritten Mal in dieser Saison auf O’Sullivan. In seinem vierten Crucible-Match gelang ihm gegen den Engländer sein erster Sieg, danach schlug er auch noch Alan McManus, bevor er im Viertelfinale Stephen Lee unterlag. Im folgenden Jahr stand er in der Premier League erneut im Halbfinale und auch bei den Welsh Open erreichte er nach einem weiteren Sieg über Stephen Hendry die Vorschlussrunde. Dazu kamen noch zwei Achtelfinals beim LG Cup und beim Irish Masters. Obwohl er am Saisonende gegen Stuart Pettman zum zweiten Mal die WM-Endrundenqualifikation verpasste, kletterte er 2004 wieder auf Platz 16 der Weltrangliste.

### Erneutes Auf und Ab und der erste Ranglistensieg
Erneut war der Erfolg aber nicht von Bestand. Der Wegfall der Qualifikationsrunde brachte ihm inklusive der Weltmeisterschaft 5 Auftaktniederlagen. Das Viertelfinale bei den China Open war sein größter zählbarer Erfolg. Das erneute Halbfinale in der Premier League, das dritte in Folge, brachte keine Weltranglistenpunkte. Mit nur 6 Ranglistenturnieren wurde in der Saison 2005/06 ein Tiefpunkt erreicht. Bis zum Saisonende gelangen Fu auch nur 2 Siege. Erst als er Fergal O’Brien in der WM-Qualifikation geschlagen hatte, gelang ihm eine Siegesserie. Gegen Alan McManus und Stephen Maguire gewann er klar und mit einem 13:10 gegen Ken Doherty kam er erstmals ins Halbfinale einer Weltmeisterschaft. Dort lag er gegen Peter Ebdon lange zurück, machte dann aber noch einen 9:15-Rückstand wett und erkämpfte den Decider. Der Entscheidungsframe ging jedoch zum 17:16 an den Engländer. Es war aber nur ein zwischenzeitlicher Erfolg. Saison 2006/07 gab es erst einmal frühe Niederlagen, bevor er beim Malta Cup wenigsten wieder ein Achtelfinale erreichte und bei den China Open ein Viertelfinale folgen ließ. Bei der Weltmeisterschaft qualifizierte er sich nur knapp für die Endrunde und schied dann mal wieder deutlich mit 3:10 gegen Anthony Hamilton aus. Nach 5 Jahren hatte ihn das Auf und Ab seiner Karriere damit wieder auf Platz 27 der Rangliste geführt.
Mit dem Grand Prix 2007 wendete es sich wieder zum Besseren. Nachdem er mit 4 Siegen aus 5 Partien die Gruppenphase überstanden hatte, besiegte er den Weltranglisten-4. John Higgins, gewann ein enges Halbfinale gegen Gerard Greene mit 6:5 und schlug die damalige Nummer 3 Ronnie O’Sullivan im Endspiel mit 9:6. Damit holte er seinen ersten Ranglistentitel auf der Tour. Bei der UK Championship im selben Jahr erreichte er erstmals bei diesem Turnier das Viertelfinale. Gegen Mark Selby gab es beim Stand von 7:8 einen erbitterten Kampf, der 77 Minuten dauerte und mit 76:41 Punkten dem Engländer den Matchsieg brachte. Es war der bis dahin längste im Fernsehen übertragene Frame bei Ranglistenturnieren, der Rekord wurde aber noch in derselben Saison übertroffen. Beim Masters überstand er mit einem Sieg über Steve Davis im vierten Anlauf die Wildcard-Runde und schaffte damit auch beim dritten Triple-Crown-Turnier den Einzug in die Endrunde. Anschließend besiegte er auch noch Neil Robertson und Ding Junhui, bevor er im Halbfinale gegen seinen Dauerrivalen Stephen Lee im sechsten Aufeinandertreffen die fünfte Niederlage hinnehmen musste. Damit war die Saison 2008/09 seine bis dahin erfolgreichste Saison und nach nur einer Spielzeit kehrte er zum dritten Mal in die Top 16 zurück.

### Neue Höchst- und neue Tiefstplatzierungen
Höhepunkt des folgenden Jahres war die UK Championship 2008, bei der er bis ins Finale kam. Gegen den Weltranglisten-3. Shaun Murphy verlor er mit 9:10. Auch danach sollte er einem Sieg bei einem Triple-Crown-Turnier nie mehr so nah kommen. Bei der Weltmeisterschaft gewann er zum dritten Mal sein Auftaktmatch im Crucible, doch dann verlor er erneut gegen Murphy, diesmal deutlich mit 3:13. Zwei weitere Viertelfinals ließen ihn nach dieser Saison mit Platz 8 auf eine neue Höchstposition steigen. 2009/10 enttäuschte er noch bei der Premier League mit nur einem Sieg aus fünf Partien. Beim zweiten Gruppenturnier, der Championship League, gewann er aber die vierte Gruppe gegen Neil Robertson. Er überstand die Winners Group und erreichte mit einem 3:0 über den Weltranglisten-2. Stephen Maguire das Finale. Mit 3:2 über Mark Allen holte er sich seinen dritten Tourtitel. Die Ranglistenturniere waren aber bis auf das Viertelfinale bei den China Open unergiebig und er fiel wieder auf Platz 14.
Die Saison 2010/11 brachte einige Neuerungen und vor allem viel mehr Turniere. Bei den Kleinturnieren der Players Tour Championship (PTC) spielte er sehr erfolgreich und erreichte bei Turnier 1 und Turnier 2 das Halbfinale und zwei weitere Male das Viertelfinale. Es waren aber „Minor-Ranking“-Turniere mit geringer Wertigkeit für die Rangliste. Größter Saisonerfolg war das Finale beim Masters, das er mit 4:10 gegen Ding Junhui verlor. Es war sein bestes Abschneiden bei dem Turnier und er hatte es damit bei zwei der drei größten Turniere bis ins Endspiel geschafft. In der Premier League erreichte er ein weiters Mal das Halbfinale. Beide Turniere zählten nicht in der Weltrangliste, bei den Wertungsturnieren schnitt er aber schlecht ab und verlor fünfmal sein Auftaktspiel. Das Halbfinale beim German Masters konnte frühere Erfolge, die gestrichen wurden, nicht wettmachen und erneut ging es in der Rangliste abwärts. Saison 2011/12 gab es selbst in den PTC-Turnieren viele frühe Niederlagen und außer dem Viertelfinale bei der UK Championship kein Top-8-Ergebnis. Sein zweites offizielles Maximum Break beim World Open war da nur eine Randnotiz. Er fiel bis auf Platz 28, seine schlechteste Position seit seinem Startjahr auf der Tour.

### Platz 6 und weitere Bestleistungen und Rekorde
In der Saison 2012/13 konnte sich Marco Fu wieder stabilisieren. Dem Halbfinale bei den Australian Open folgte der Finaleinzug beim dritten PTC-Turnier in Gloucester, das er gegen Rod Lawler verlor. Beim German Masters kam er zum vierten Mal in das Finale eines vollwertigen Ranglistenturniers. Auch das Achtelfinale bei der Weltmeisterschaft erreichte er zum vierten Mal in seiner Karriere. Dreimal schaffte er es bei verschiedenen Turnieren noch ins Viertelfinale. Die Nummer 3 und 4 der Weltrangliste, Mark Williams und Stephen Maguire, schlug er in diesem Jahr mehrfach. In der Championship League kam er daneben ein weiteres Mal ins Halbfinale. Bei den Australian Goldfields Open 2013 gelang ihm in der folgenden Saison dann sein zweiter Ranglistensieg. Im Endspiel schlug er den Lokalmatador und Weltranglistenersten Neil Robertson mit 9:6. Beim Bluebell Wood Open stahl ihm im Finale Ricky Walden im Decider mit einem 65-Punkte-Break noch den ersten PTC-Minor-Ranking-Sieg. Das dritte Finale der Saison erreichte er bei der International Championship, wo er erneut in den Entscheidungsframe musste, den er gegen Ding Junhui verlor. Das Halbfinale erreichte er nach einem weiteren Sieg über Robertson beim World Open und noch einmal im Finalturnier der Players Tour Championship. Mit 36 Jahren übertraf er damit noch einmal seine bisherigen Saisonleistungen und erreichte mit Platz 6 eine neue Höchstplatzierung in der Weltrangliste.
Das Top-Niveau konnte er 2014/15 nicht ganz halten, aber er spielte eine ausgeglichene Saison mit immerhin 7 Viertelfinals bei verschiedenen Turnieren, darunter UK Championship und Masters. Beim Masters spielte Fu im Achtelfinale gegen Stuart Bingham außerdem das dritte Maximum Break seiner Karriere. Die Saison 2015/16 hatte dann wieder zwei Höhepunkte: Er gewann die Gibraltar Open und damit im letzten Jahr vor ihrer Abschaffung noch ein Turnier der Players Tour Championship. Im Finale besiegte er Michael White mit 4:1. Zuvor hatte er im Turnier sein viertes Maximum Break erzielt und war damit der sechste Spieler, der in seiner Karriere mehr als drei 147-Punkte-Breaks geschafft hatte. Und bei der Weltmeisterschaft 2016 erreichte er zum zweiten Mal das Halbfinale. Das Match gegen den Weltranglistenersten Mark Selby war erneut äußerst umkämpft. Beim Ausgleich des Engländers zum zwischenzeitlichen 12:12 stellten sie mit 76 Minuten und 11 Sekunden einen neuen Längenrekord auf, diesmal den für die im Crucible gespielten Matches. Kurios war, dass eine Selby gewährte Toilettenpause mitgezählt wurde und die entscheidenden Sekunden brachte. Bis zum 15:15 blieb das Match ausgeglichen, dann gewann Selby 2 Frames in Folge und holte sich den Sieg. Vier weitere Viertelfinals kamen in der Saison noch hinzu. Außerhalb der Tour gewann er außerdem in seiner Heimatstadt Hongkong den General Cup, ein Einladungsturnier mit acht Profis, darunter Mark Williams, den er im Finale 7:3 schlug. Seine beste Saison zwei Jahre zuvor, die aus der Wertung fiel, konnte er nicht ganz ausgleichen, aber er hielt sich stabil in den Top 16 der Rangliste.

### Nochmaliger Karrierehöhepunkt mit 39 Jahren und gesundheitliche Rückschläge
Die Saison 2016/17 begann schwächer und bis zur UK Championship kam er bei keinem Turnier über die dritte Runde hinaus. Im Barbican Centre von York erreichte er aber mit dem Halbfinale sein zweitbestes Ergebnis bei diesem Turnier. Anschließend erreichte er bei den Scottish Open und mit einem 9:4-Sieg über den Weltranglistendritten John Higgins bei dessen Heimatturnier holte er sich seinen dritten Sieg bei einem Ranglistenturnier. Beim Masters kam er direkt danach ein weiteres Mal ins Halbfinale. Wie schon bei der UK Championship zuvor vereitelte Ronnie O’Sullivan seinen zweiten Finaleinzug. Das dritte Halbfinalergebnis in der Saisonstatistik erzielte er beim World Grand Prix. Damit war er auch für die Players Championship qualifiziert, die ab diesem Jahr ein Turnier für die Top 16 der Ein-Jahres-Rangliste war. Dort gelang ihm nach zuletzt fünf Niederlagen in Folge wieder ein Sieg gegen die Nummer 1 Mark Selby und nach einem 6:5-Sieg über Ding Junhui der Finaleinzug. Judd Trump drehte einen 2:5-Rückstand in eine 8:5-Führung und gewann das Endspiel schließlich mit 10:8. Die Saison rundete Marco Fu mit dem Erreichen des Viertelfinals bei der Weltmeisterschaft ab, das er diesmal deutlich mit 3:13 gegen Titelverteidiger Mark Selby verlor, der anschließend zum dritten Mal Weltmeister wurde. Für Fu bedeutete es die Rückkehr auf Platz 6 der Rangliste und mit 39 Jahren das beste Ergebnis seiner Karriere.
Zu Beginn der Saison 2017/18 fand dann mit dem Hong Kong Masters zum zweiten Mal in seiner Profizeit ein Main-Tour-Turnier in seiner Heimatstadt statt, wieder ein Einladungsturnier. Beim Millennium Cup hatte er in seinem zweiten Tourjahr im Viertelfinale verloren, diesmal schied er im Halbfinale gegen Neil Robertson aus, der das Turnier auch gewann. Bei der 6-Red World Championship, einem Sonderformat mit nur 6 roten Bällen auf dem Tisch, erreichte er ebenfalls die Vorschlussrunde, sein bestes Ergebnis bei diesem Turnier. Danach gab es aber einen gesundheitlichen Rückschlag. Fu ist eigentlich Brillenträger, verwendet bei Turnieren jedoch meistens Kontaktlinsen. Im September 2017 stellte er eine Beeinträchtigung seiner Sehkraft auf einem Auge fest, die er Ende des Jahres operativ behandeln ließ. Schon davor hatte er einzelne Turniere abgesagt und auch bei den anderen nicht so erfolgreich gespielt wie zuvor. Nach dem Masters im Januar 2018 legte er eine lange Pause ein und kehrte erst zur abschließenden WM zurück. 2018/19 trat er zwar bei fast allen Turnieren wieder an, aber außer beim Viertelfinale beim World Open blieb er weit hinter den früheren Leistungen zurück, die außerdem nach den zwei Krankheitsjahren aus der Wertung fielen. Damit fiel er nach 20 Jahren aus den Top 32 und weit zurück bis auf Platz 55, womit sogar seine Tourzugehörigkeit in Gefahr geriet.

### Corona und Invitational Tour Cards
Immerhin erreichte er in der Saison 2019/20 beständig mindestens die zweite oder dritte Runde bei den Ranglistenturnieren und beim European Masters schaffte er einen weiteren Viertelfinaleinzug. Bei den Scottish Open hatte er zuvor schon als 9. Spieler der Snookergeschichte die Marke von 500 Karriere-Century-Breaks erreicht.
Aber am Saisonende kam ein neues Problem hinzu. In China brach die COVID-19-Pandemie aus und Reisebeschränkungen wurden erlassen. Fu gehörte zu den Spielern, die deshalb nicht nach England zurückkehrten und auf die Weltmeisterschaft verzichteten. Er hatte aber Platz 50 und damit ein weiteres Jahr auf der Profitour zuvor schon sicher. Dann ließ er aber aus familiären und gesundheitlichen Gründen auch die komplette Saison 2020/21 aus, was ihn auf Platz 81 zurückwarf und nach 23 Jahren den Profistatus kostete. Allerdings vergab der Snookerweltverband, wie er es zuvor schon bei anderen verdienten Spielern wie Jimmy White und Stephen Hendry getan hatte, Wildcards als Einladung und berücksichtigte auch den Hong-Kong-Chinesen. Damit hatte Fu trotzdem die Teilnahmeberechtigung an zwei weiteren Spielzeiten der Profitour.
Allerdings hielten die chinesischen Reisebeschränkungen weiter an und erst am Ende der Saison 2021/22 zur Weltmeisterschaft reiste Fu nach England. Sein erstes Match nach langer Pause verlor er mit 5:6 gegen Ian Burns. In der folgenden Spielzeit trat er aber von Anfang an bei den Turnieren an und erzielte auch einzelne Erfolge. Höhepunkt früh in der Saison war das Hong Kong Masters in seiner Heimatstadt, bei dem neben ihm und seiner Landsfrau Ng On Yee sechs der besten Spieler eingeladen waren. Er schlug Mark Selby und John Higgins, wobei er gegen den Schotten im Halbfinale mit einem Maximum Break im Entscheidungsframe gewann. Damit war er der 10. Spieler mit 5 offiziellen 147-Punkte-Breaks bei Profiturnieren. Das Finale verlor er mit 4:6 gegen den Weltranglistenersten Ronnie O’Sullivan. Die 9000 Zuschauer des Spiels im Hongkong Coliseum stellten eine Rekordkulisse im Snookersport da. Bei den Ranglistenturnieren ragten die dritte Runde bei der UK Championship und Runde 4 bei den English Open heraus. Weil ihm eine Saison fehlte und sonst nicht viele Punkte zusammenkamen, schaffte er die Weiterqualifikation nicht aus eigener Kraft. Der Weltverband gewährte ihm aber eine erneute Invitational Tour Card für zwei Jahre.

## Erfolge

### Ranglistenturniere
- Grand Prix – 2007
- Australian Goldfields Open – 2013
- Scottish Open – 2016

### Minor-Ranking-Turnier
- Gibraltar Open – 2015

### Einladungsturniere
- Premier League Snooker – 2003
- World Champions v. Asian Stars Challenge – 2004
- Thailand Masters – 2006
- Championship League – 2010
- General Cup – 2015

### Team-Events
- Finalist: Euro-Asia Team Challenge 2007

### Amateurturniere
- IBSF Snookerweltmeisterschaft – 1997
- IBSF U21-Snookerweltmeisterschaft – 1997

### Maximum Breaks
- Scottish Masters 2000 (Partie gegen Ken Doherty)[6]
- Haikou World Open 2012 (in der Qualifikation gegen Matthew Selt)[8]
- Masters 2015 (gegen Stuart Bingham)[10]
- Gibraltar Open 2015 (gegen Sam Baird)
- Hong Kong Masters 2022 (im Halbfinale gegen John Higgins)[22]